# Heidberge (Teterow)
Die Heidberge, auch Teterower Heidberge genannt, bei Teterow im mecklenburg-vorpommerschen Landkreis Rostock sind eine bis 100,4 m ü. NHN hohe und bewaldete Endmoränen- und Hügellandschaft im Rückland der Mecklenburgischen Seenplatte.

## Geographie

### Lage
Die Heidberge liegen größtenteils im Naturpark Mecklenburgische Schweiz und Kummerower See in der Mecklenburgischen Schweiz nordwestlich der Kernstadt von Teterow. Der Süden und Südosten der Hügellandschaft gehört zum Stadtgebiet von Teterow, der Südwesten zur Gemeinde Groß Roge der Nordwesten zur Gemeinde Dalkendorf und der Norden zur Gemeinde Thürkow. Etwa 4 km östlich der Heidberge liegt der 3,36 km² große Teterower See, der von der Kleinen Peene (Teterower Peene) durchflossen wird.

### Erhebungen
Die höchste (namenlose) Erhebung (100,4 m) der Heidberge liegt östlich von Mieckow im Gemeindegebiet von Groß Roge. Nördlich davon befindet sich südöstlich von Appelhagen im Gemeindegebiet von Dalkendorf in der Flur Korte Pust eine 95 m hohe (namenlose) Erhebung und etwas nordöstlich davon der 73,4 m hohe Langer Berg. In den Nordausläufern der Landschaft liegt im Gemeindegebiet von Thürkow der Vierruthenberg (48,3 m). Südöstlich der höchsten Erhebung der Heidberge befindet sich im Stadtgebiet von Tetrow eine (namenlose) Erhebung (92,7 m) mit dem Ehrenmal in den Heidbergen.

### Naturräumliche Zuordnung
Die Heidberge gehören innerhalb der Nordostdeutschen Seenplatte, einer naturräumlichen Großregion Deutschlands, in der naturräumlichen Haupteinheit Rückland der Mecklenburgischen Seenplatte (74) zur Untereinheit Oberes Peenegebiet (mit Teterower und Malchiner Becken) (741).

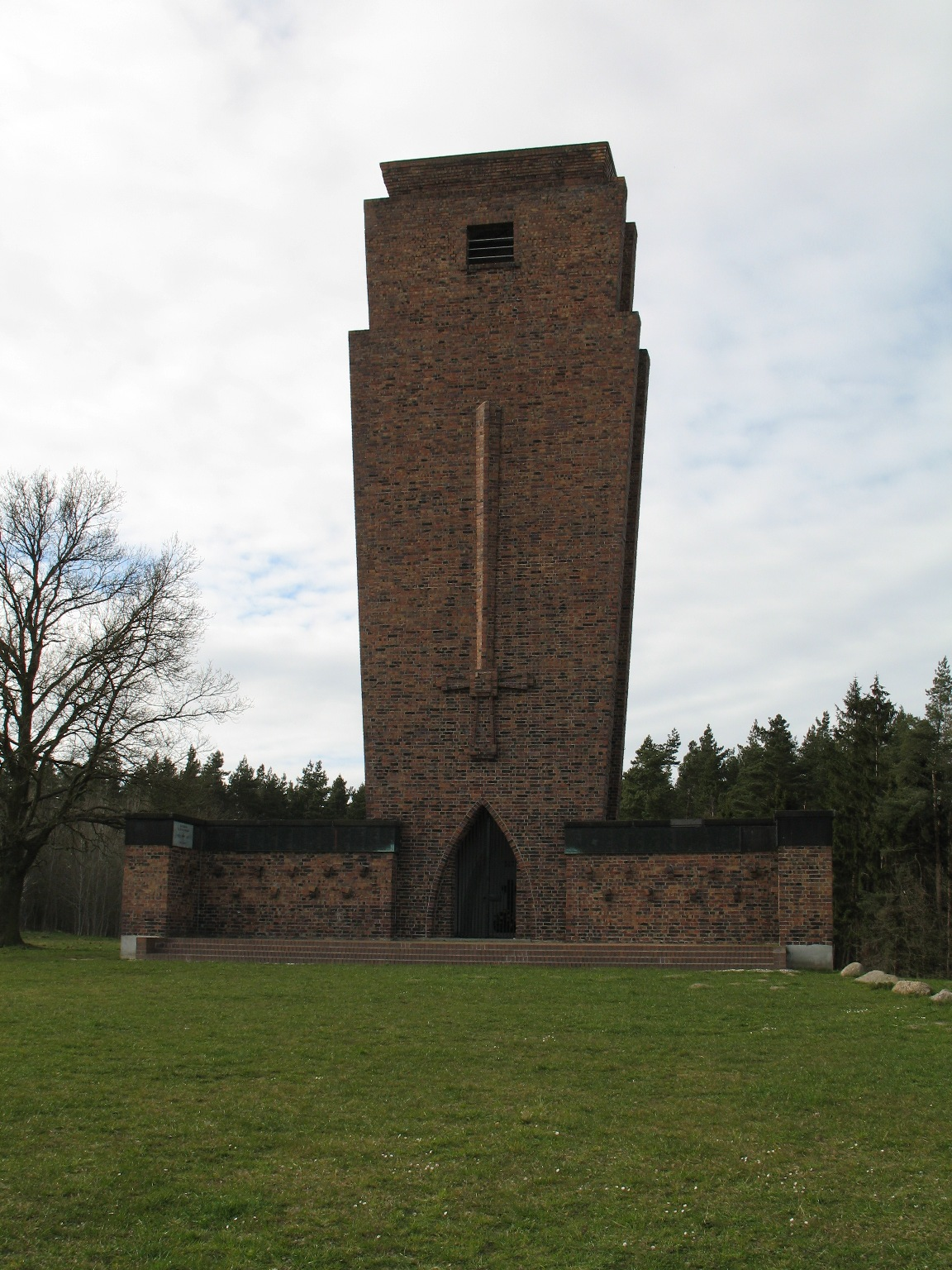
Ehrenmal in den Heidbergen

## Schutzgebiete
Große Teile der Heidberge sind als Naturschutzgebiet Teterower Heidberge (CDDA-Nr. 165854; 1990 ausgewiesen; 1,98 km² groß). In der Landschaft liegen Teile des Landschaftsschutzgebiets Naturpark Mecklenburgische Schweiz und Kummerower See (Güstrow) (CDDA-Nr. 322929; 1962 ausgewiesen; 284,16 km² groß).

## Ehrenmal in den Heidbergen
Im Süden der Heidberge steht auf einer 92,7 m hohen Erhebung das Ehrenmal in den Heidbergen. Es wurde 1927 nach einem Entwurf des Architekten Paul Korff zu Ehren der im Ersten Weltkrieg (1914–1918) gefallenen Soldaten Teterows errichtet. Der Stahlbetonbau weist eine Außenverkleidung aus Hartbrandsteinen auf und stellt ein in die Erde gestecktes Schwert dar. Er steht an der Stelle eines vor dem Krieg geplanten Aussichtsturmes und ist 21 m hoch. Von seiner Aussichtsplattform fällt der Blick auf Teterow und Umgebung.

## Infrastruktur, Verkehr und Wandern
Vorbei an den Heidbergen führen die Bundesstraßen 104 im Süden und 108 im Osten. Beide Straßen treffen in Teterow aufeinander. Dort zweigt von der B 108 die durch die Hügellandschaft verlaufende Kreisstraße 30 ab, die dort als Appelhäger Chaussee in Richtung Nordwesten nach Appelhagen (Dalkendorf) führt.

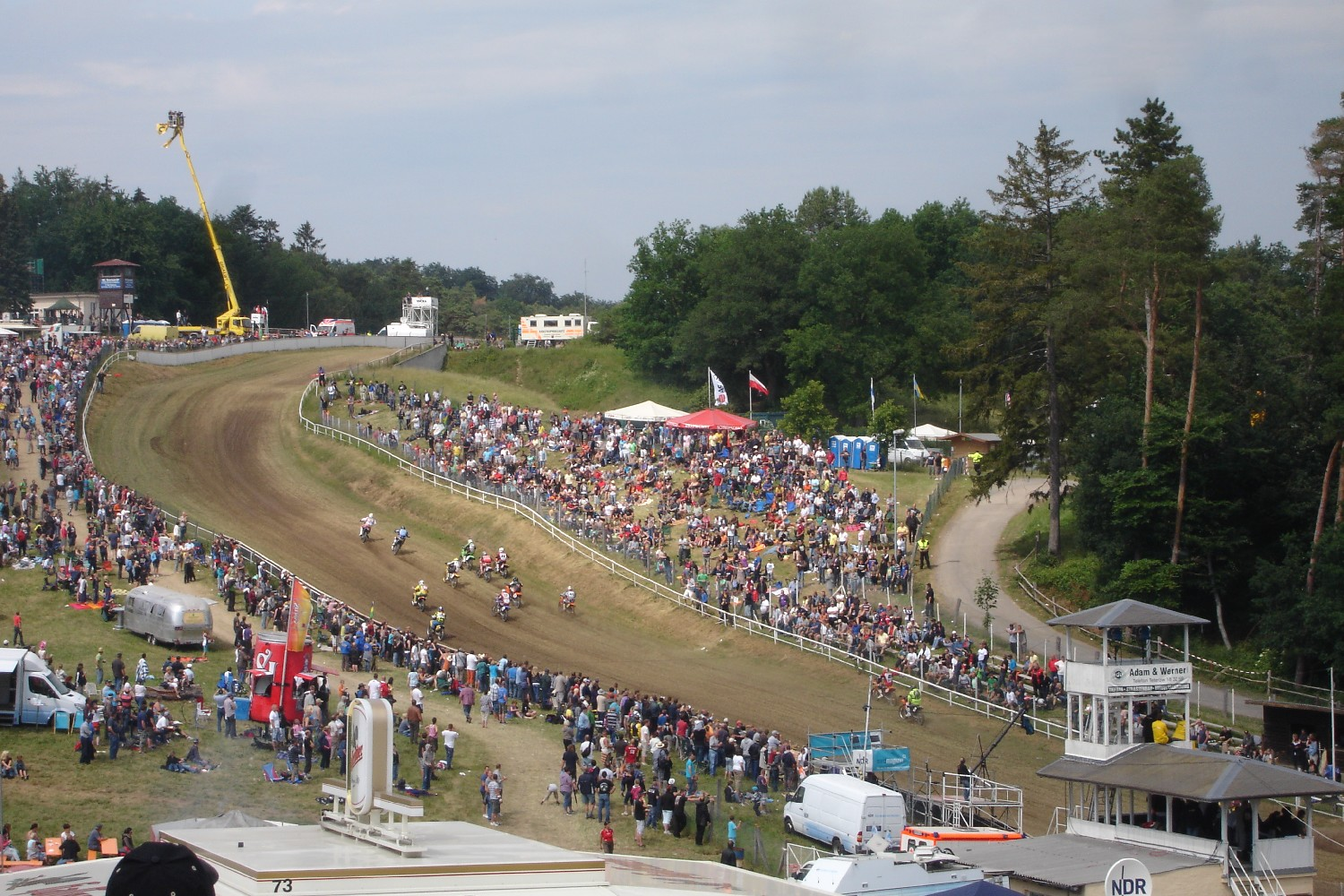
Teterower Bergring: Starthang (2011)

1930 wurde im Osten der Heidberge der Teterower Bergring eingeweiht, eine Grasrennbahn für Motorräder, die alljährlich zum Bergringrennen an Pfingsten tausende Zuschauer anzieht.